# Albert Teichmann

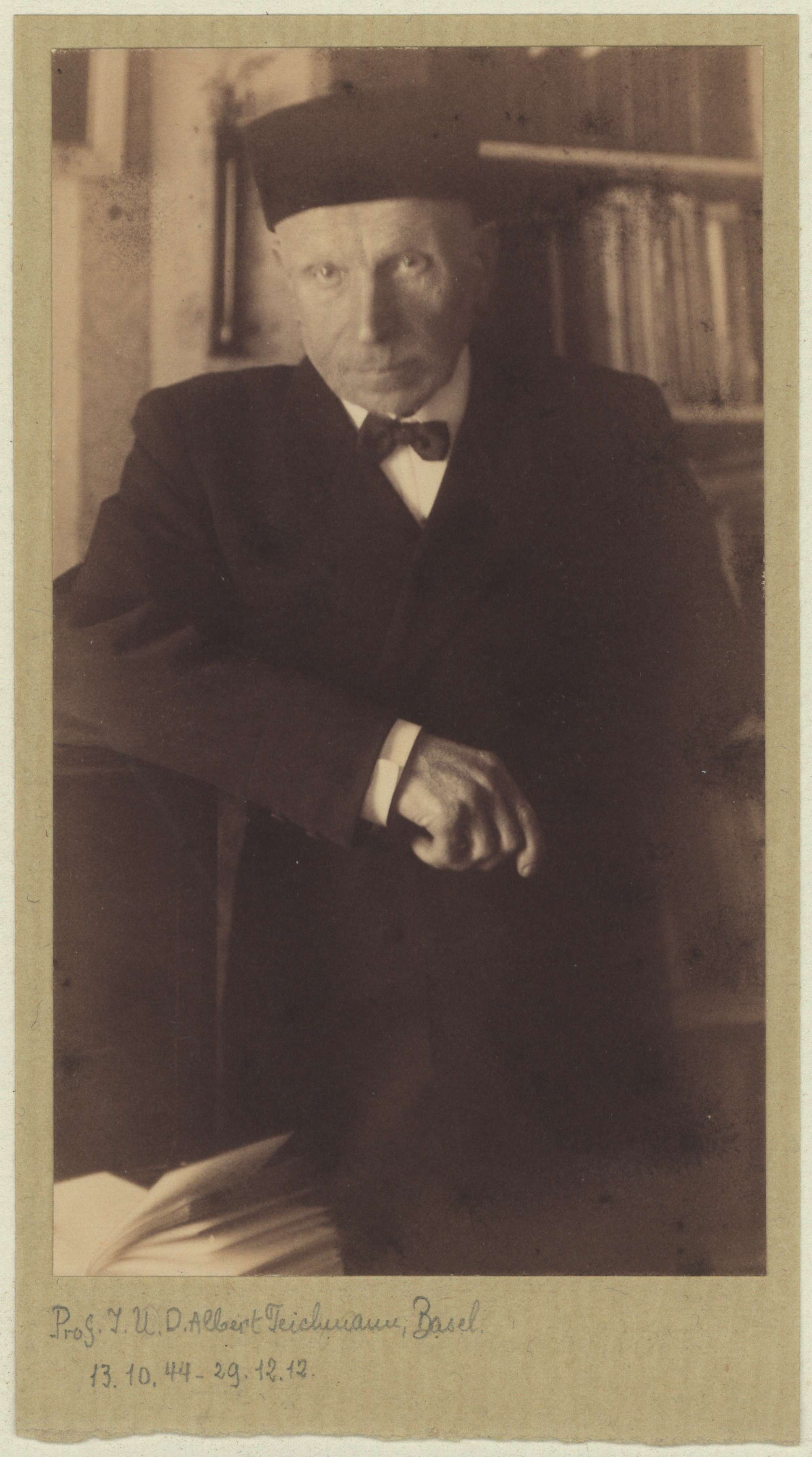
Albert Teichmann (zwischen 1895 und 1912)

Albert Fedor Reinhard Teichmann (* 13. Oktober 1844 in Breslau; † 29. Dezember 1912 in Basel) war ein deutscher Rechtswissenschaftler.

## Leben
Albert Teichmann absolvierte das Maria-Magdalenen-Gymnasium in Breslau und studierte Rechtswissenschaften an den Universitäten Heidelberg, Leipzig und Berlin. 1867 wurde er in Berlin promoviert. 1872 wurde Teichmann Gerichtsassessor. 1873 berief ihn die  Universität Basel zum außerordentlichen und 1877 zum ordentlichen Professor für Straf-, Staats- und Kirchenrecht. 1884/85 war er Rektor der Universität. 1906 wurde er emeritiert.
Er setzte sich ein für die Vereinheitlichung des schweizerischen Zivil- und Strafrechts.
Daneben war Teichmann Mitarbeiter von Franz von Holtzendorffs Rechtslexikon, der Allgemeinen Deutschen Biographie, für die er zwischen 1870 und 1905 ca. 140 Artikel vorwiegend zu Wissenschaftlern wie Juristen, Philosophen u. a. verfasste, und von Anton Bettelheims Biographischem Jahrbuch und Deutschem Nekrolog.
Teichmann war verheiratet mit Fanny geb. Köhler.

## Werke (Auswahl)
- De litis contestationis juris canonici indole. Schade, Berlin 1867 (Dissertation; archive.org).
- Repertorium des Deutschen Reichstages. Erste Legislatur-Periode, erste Session 1871. Unter Leitung von Ludwig Bamberger bearbeitet von Albert Teichmann. Guttentag, Berlin 1872 (Digitalisat).
- Étude sur l’affaire de Bauffremont envisagée au point de vue des législations française et allemande. Basel 1876.
- Les délits politiques, le régicide et l’extradition. In: Revue de droit international et de législation comparée. T. XI (1879), S. 475–526 (heinonline.org).
- Über Wandelbarkeit oder Unwandelbarkeit des gesetzlichen ehelichen Güterrechts bei Wohnsitzwechsel. Schultze, Basel 1879 (Programm zur Rektoratsfeier der Universität Basel).
- Die Universität Basel in den fünfzig Jahren seit ihrer Reorganisation im Jahre 1835. Im Auftrag E. E. Regenz. Reinhardt, Basel 1885 (archive.org).
- (Hrsg.) Bonifacii et Basilii Amerbachiorum epistolae mutuae Bononia et Basilea datae. Schultze, Basel 1888.
- Das Strafrecht der deutschen Schweiz (einschliesslich der Bundesgesetzgebung). In: Strafgesetzgebung der Gegenwart in rechtsvergleichender Darstellung. Hrsg. von der Internationalen Kriminalistischen Vereinigung. Bd. 1, Liebmann, Berlin 1894, S. 361–400 – Internet Archive.
- Die Universität Basel in ihrer Entwicklung in den Jahren 1885–1895. Im Auftrag des Erziehungsdepartements des Kantons Basel-Stadt aus Anlass der schweizerischen Landesausstellung in Genf. Reinhardt, Basel 1896 (archive.org).
- Bibliographie über den Vorentwurf zu einem Schweizerischen Strafgesetzbuch. In: Schweizerische Zeitschrift für Strafrecht. Jg. 11 (1898), H. 3/4, S. 1–64 (archive.org).
- Über die Assisen von Jerusalem und von Antiochien. In: Festgabe der Juristischen Fakultät der Universität Basel zum siebzigsten Geburtstag von Andreas Heusler, 30. September 1904.  Helbing & Lichtenhahn, Basel 1904, S. 35–58.

Übersetzungen:
- mit Adolf Dochow: Das niederländische Strafgesetzbuch vom 7. März 1881. Guttentag, Berlin 1881.
- Das norwegische Gesetz über das gerichtliche Verfahren in Strafsachen vom 1. Juli 1887 (Jurygesetz). Guttentag, Berlin 1888 (archive.org).
- Das italienische Strafgesetzbuch vom 30. Juni 1889 nebst dem Gesetze über die öffentliche Sicherheit vom 30. Juni 1889. Guttentag, Berlin 1890.
- Das bulgarische Strafgesetz vom 2. Februar 1896. Guttentag, Berlin 1897 (archive.org).
- Die bulgarische Strafprozessordnung vom 3. April 1897. Guttentag, Berlin 1902 (archive.org).
- Die norwegische Strafgesetzgebung des Jahres 1902. Guttentag, Berlin 1903.